# Agenor Detofol
Agenor Detofol (Erechim, 11 dicembre 1989) è un calciatore brasiliano, portiere svincolato.

## Carriera
Cresciuto nelle giovanili dell'Internacional, ha esordito il 17 gennaio 2010 in occasione del match del Campionato Gaúcho vinto 4-2 contro l'Ypiranga-RS.